# Marko Bijač
Marko Bijač (Dubrovnik, 1991. január 12. –) világbajnok (2017), világbajnoki ezüst- (2015) és bronzérmes (2013) horvát válogatott vízilabdázó, a Pro Recco kapusa.

## Díjai, elismerései
- Az év európai vízilabdázója (LEN) (2017)[1]